# Imigração estado-unidense no México
Imigração estado-unidense no México é a comunidade americana máis numerosa do país. A maior comunidade estado-unidense fora dos Estados Unidos fica no Mexico, estima-se que haja quase un milhão de americano-mexicanos, descendentes de uma enorme comunidade de imigrantes chegados ao México entre 1840 á actualidade.

## Histórico

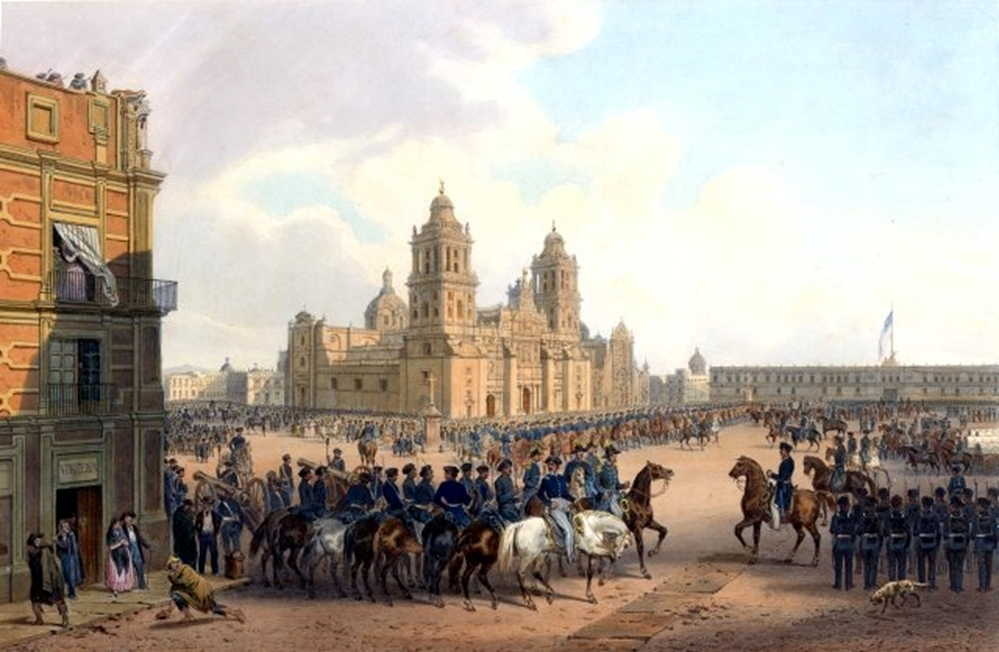
Ocupacao militar estado-unidense da Cidade de México.

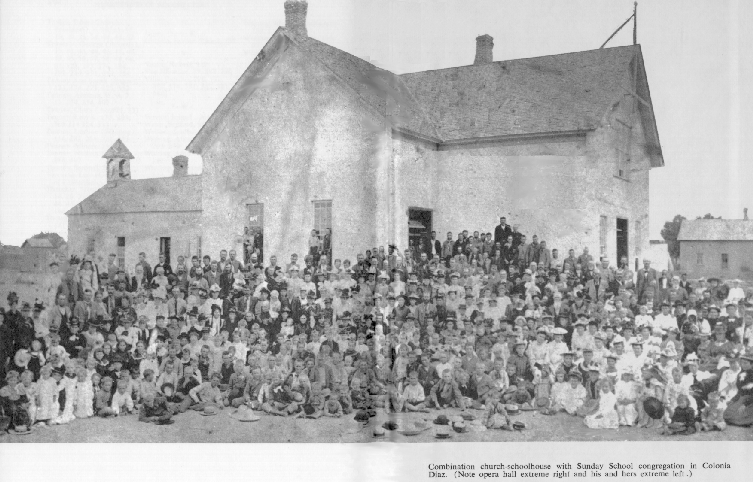
A Casa de Reuniao na colonia mormona Colonia Díaz no estado de Chihuahua.

A imigração estado-unidense só começou em principio do século XIX, com a instauração da primera república, despóis do primeiro imperio de Agustín de Iturbide.